# Ares (magazine)
Pour les articles homonymes, voir Ares (homonymie).
Ares était un magazine américain de jeux de guerre de science-fiction publié par Simulations Publications Inc. (SPI), puis TSR, Inc., entre 1980 et 1984. Jusqu'en 1986, le magazine était une section du magazine Dragon Magazine. En plus des articles, chaque numéro contenait un jeu de guerre complet avec une carte en papier rigide dépliante, un ensemble de jetons en carton et les règles.

## Historique
Simulations Publications, Inc. (SPI) a commencé à publier Ares en 1980 en tant que supplément de son magazine de science-fiction Strategy &amp; Tactics. Le magazine Ares était similaire à Strategy & Tactics, avec un jeu à chaque numéro, mais il se concentrait sur la science-fiction et la fantasy. SPI a connu des problèmes financiers et s'est endetté, et TSR a acheté la société et ses actifs en 1982. Shannon Appelcine a déclaré que "TSR a fait très peu avec les jeux de rôle de SPI. Ares Magazine # 12 (1982), qui a été préparé par SPI et publié par TSR, comprenait un jeu appelé "Star Traders", qui était destiné à être utilisé avec Universe ; c'était le dernier support pour ce système de jeu [. . . ] Alors que TSR s'éloignait des origines de SPI, le magazine Ares est rapidement devenu une section Ares du magazine Dragon . Cependant, il ne s'est pas concentré sur les RPG SPI, mais est plutôt devenu un lieu de discussion sur les propres jeux de science-fiction de TSR, tels que Gamma World et Star Frontiers. TSR a publié le magazine de science-fiction et de fantasy de SPI, Ares, du numéro 12 (1982) au numéro 17 (1984), puis l'a incorporé dans Dragon Magazine à partir du numéro 84 (avril 1984) au numéro 111 (juillet 1986):51.
Dix-sept numéros ont été imprimés, plus deux numéros spéciaux. La société SPI a publié les onze premiers numéros bimestriels (et en avait préparé un douzième) avant que des difficultés financières n'entraînent le rachat de la société par TSR en 1982. Six autres numéros, publiés trimestriellement, ont été publiés par TSR, puis la publication du magazine a été interrompue. Cependant, l'héritage d' Ares a duré encore quelques années; une nouvelle grande section appelée "Section Ares" a été ajoutée au magazine Dragon à partir du numéro 84 (avril 1984) et a été traitée comme presque un magazine dans un magazine. Cette section spéciale fournissait un support pour les jeux de rôle de science-fantasy et de super -héros tels que Gamma World, Marvel Super Heroes et Star Frontiers . La "section Ares" a été poursuivie jusqu'au numéro 111 de Dragon (juillet 1986), après quoi elle a disparu.

## Réception
Jerry Epperson a passé en revue le premier numéro d' Ares dans The Space Gamer n ° 28. Pour Epperson, le premier numéro et son jeu WorldKiller « étaient une déception. C'est inégal. N'attendez rien d'autre que le meilleur de l'écriture de science-fiction sérieuse ici, et rien que le pire des jeux." 
Dans le numéro 26 de Phoenix, Hamish Wilson a aimé l'aspect professionnel du premier numéro, le qualifiant de "bien ficelé". Mais dans l'ensemble, il a estimé que le magazine "manque de forme, de forme et de direction [...] plutôt que d'être audacieux, intransigeant et de clouer ses couleurs au mât, Ares s'est, pour ainsi dire, glissé au grand jour avec une fiction, quelques faits et un jeu." 